# Hookeriopsis
Hookeriopsis là một chi rêu trong họ Hookeriaceae.